# 43794 Yabetakemoto
A 43794 Yabetakemoto (ideiglenes jelöléssel 1990 YP) a Naprendszer kisbolygóövében található aszteroida. T. Seki fedezte fel 1990. december 19-én.